# Роатан
Роатан (ісп. Roatán) — острів в Карибському морі, в групі Іслас-де-ла-Бая. Входить до складу Гондурасу.

## Географія
Роатан, що входить в острівній департамент Іслас-де-ла-Бая, знаходиться в Карибському морі, за 65 кілометрах на північ від атлантичного узбережжя Гондурасу. На схід від нього знаходиться острів Гуанаха, на північний захід - острів Утіла.
Роатан є найбільшим островом групи Іслас-де-ла-Бая. Його довжина становить 77,2 км, ширина - 8 км. Ландшафт острова являє покриті тропічною зеленню пагорби. Уздовж берега розкидані піщані пляжі, навколо острова - кільце коралових рифів. Довжина берегової лінії - 1254 кілометри. На схід від Роатану лежать кілька маленьких островів, так звані «кей»: Морат, Барабаретта, Пігеон Кей і Бейрфут Кей.
Головне місто острова - Коксен-Хоул. Інші поселення - Френч-Харбор, Вест-Енд і Оук-Ридж.

## Населення та історія
Острів населяють дві великі групи: гарифуна і караколь. Гарифуна спочатку мешкали на острові Сент-Вінсент в Карибському морі. У 1797 році вони були переселені на Роатан англійцями. Караколь жили на Кайманових островах і в 1830 також англійцями були розселені на Роатане. Населення острова говорить як іспанською, так і англійською мовами.
У 1850 році Велика Британія оголосила Роатан своїм колоніальним володінням, проте через 10 років відмовилася від нього.

## Економіка
Найважливішим джерелом доходів на острові є обслуговування туристів. У 2006 році Роатан відвідали понад 250 тисяч осіб. Особливо привабливий він для любителів підводних занурень, оскільки морський світ навколо острова виключно різноманітний (коралові рифи і гроти, сотні різновидів, тропічних риб, морські черепахи, скати, мурени, у весняні місяці - китові акули). Іншим важливим джерелом для місцевих жителів є рибальство.